# Cerasela Pătrașcu
Cerasela Pătrașcu est née le 23 décembre 1992 à Balș (Roumanie). Elle a commencé la gymnastique artistique féminine à l’âge de 9 ans et s’entraîne au club CSS Cetate Deva avec Nicolae Forminte. Elle fait partie de l’équipe roumaine depuis 2005. Son agrès préféré est la poutre.

## Palmarès

### Championnats du monde
- Stuttgart 2007
  -  médaille de bronze par équipes

### Championnats d'Europe
- Clermont-Ferrand 2008
  -  médaille d'or au concours par équipes